# Intercommunale Vlaamse Heuvels
De Intercommunale Vlaamse Heuvels (Frans: Communauté de communes des Hauts de Flandre) is een  Franse intercommunale structuur, opgericht op 1 januari 2014, die gelegen in het Noorderdepartement in de regio Hauts-de-France in het arrondissement Duinkerke. Een Intercommunale is een samenwerkingsverband tussen Franse gemeenten die de status van een onafhankelijke rechtspersoon heeft. Frankrijk heeft relatief kleine gemeentes en door middel van een dergelijk samenwerkingsverband met omringende gemeentes kunnen bepaalde zaken efficiënter en goedkoper geregeld worden. Als dusdanig is een Intercommunale (Frans: communauté de communes) dus vooral interessant voor dunbevolkte plattelandsgemeentes. Het is echter niet een officiële bestuurslaag tussen de gemeente en het departement.

## Samenstelling
De Intercommunale Vlaamse Heuvels bestaat uit de 40 deelnemende gemeenten :

De Intercommunale Vlaamse Heuvels

| - Bambeke - Bieren - Bissezele - Bollezele - Broekkerke - Broksele - Drinkam - Eringem - Ekelsbeke - Herzele | - Holke - Hondschote - Hooimille - Kapellebroek - Killem - Krochte - Kwaadieper - Lederzele - Ledringem - Loberge | - Merkegem - Millam - Nieuwerleet - Oostkappel - Pitgam - Rekspoede - Sint-Momelijn - Sint-Pietersbroek - Sint-Winoksbergen - Soks | - Stene - Uksem - Volkerinkhove - Warrem - Waten - Westkappel - Wormhout - Wulverdinge - Wilder - Zegerskappel |

## Geschiedenis
De Intercommunale Vlaamse Heuvels omvat 40 deelnemende gemeenten en is ontstaan op 1 januari 2014 uit de fusie van 4 oude intercommunales:
- De Communauté de communes du Canton de Bergues
- De communauté de communes de Flandre
- De communauté de communes de la Colme
- De communauté de communes de l'Yser